# Chala (Volk)
Die Chala sind ein Volk in Ghana, das auch Tshala, Bagon Bokkos, Ron-Bokkos oder Cala genannt wird. 
Ihre Muttersprache ist das Chala.
Das Siedlungsgebiet der Chala liegt in der Volta Region zwischen den Ortschaften Ago, Odomi und Nkwanta sowie in Jadigbe und südlich von Ekumdipe in der Northern Region. Die Chala kommen nicht in Togo vor.